# 重建共产党
重建共产党，正式名称是重建共产党—欧洲左翼（Partito della Rifondazione Comunista - Sinistra Europea），简称重建共（PRC或PRC-SE），是意大利的一个共产主义政党。该党成立于1991年12月12日，起源自意大利共产党。该党是欧洲左翼党的成员。

## 历史
1991年2月，意大利共产党更名为左翼民主党，以阿曼多·科苏塔为首的一派反对这一决定，宣布将重建共产党，并组织“共产主义重建运动”。6月9日，托洛茨基主义政党无产阶级民主决定解散，该党的大部分成员以个人身份加入“共产主义重建运动”。9月15日，霍查主义政党意大利共产党（马列）并入“共产主义重建运动”。12月12日，共产主义重建运动改组为重建共产党，塞尔焦·加拉维尼任首任书记。
1994年，该党分裂出霍查主义政党列宁圈子。
1995年6月，加拉维尼带领该党右翼另立统一共产主义者运动，后于1998年2月并入左翼民主人士。
1998年10月，重建共产党发生分裂，重建共创始人阿曼多·科苏塔等人另外组建意大利共产党人党。
2006年4月－6月，该党的两个托洛茨基主义派别先后脱党，另立共产主义替代党和工人共产党。
2007年12月，该党的一个托洛茨基主义派别脱党，另立批判左翼。
2008年，以该党为首的“左翼—彩虹”联盟在大选中大败，得票率首次未达到进入议会的门槛。
2009年1月，亲法乌斯托·贝尔蒂诺蒂的派别争取左翼重建脱党，另立争取左翼运动，后演变为左翼生态自由和意大利左翼。这一次分裂对重建共产党造成巨大打击。
2011年，埃内斯托派脱党，转而加入意大利共产党人党。
2013年，该党的一个托洛茨基主义派别反潮流脱党，成为独立政党。
2015年3月，该党威尼斯支部的大部分成员脱党，另立威尼斯左翼，后于2017年2月并入意大利左翼。
2016年1月，该党的一个托洛茨基主义派别革命阶级左翼脱党，成为独立政党。
2016年底，身为共产主义者派脱党，转而加入左翼生态自由。

## 派系
重建共产党允许政治派系存在。
现存的派系：
- 21世纪社会主义，争取新的人文主义
- 革命和重建。我们想要的党

过去的派系：
- 在运动中重建（英语：Refoundation in Movement）
- 身为共产主义者
- 争取左翼重建
- 争取左翼重建 (2009年)
- 革命马克思主义协会—共产主义规划（英语：Communist Project）
- 批判左翼
- 贝尔蒂诺蒂分子（英语：Bertinottiani）
- 埃内斯托
- 反潮流
- 革命阶级左翼

## 历任领导人

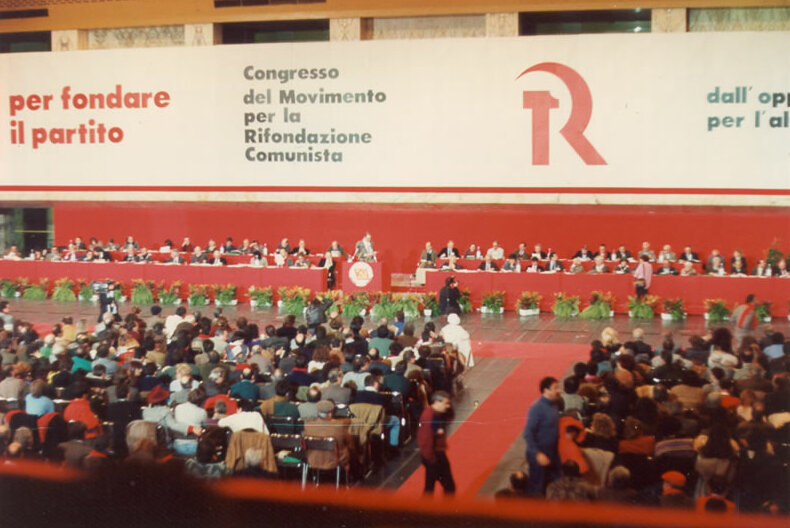
重建共产党第一次代表大会，1991年

书记：
- 塞尔焦·加拉维尼（英语：Sergio Garavini）（1991年—1993年）
- 法乌斯托·贝尔蒂诺蒂（英语：Fausto Bertinotti）（1994年—2006年）
- 弗朗科·焦尔达诺（英语：Franco Giordano）（2006年—2008年）
- 保罗·费雷罗（2008年—2017年）
- 毛里奇奥·阿切尔博（2017年至今）

主席：
- 阿曼多·科苏塔（1991年－1998年）